# Dimocarpus longan
Dimocarpus longan är en kinesträdsväxtart som beskrevs av João de Loureiro. Dimocarpus longan ingår i släktet Dimocarpus och familjen kinesträdsväxter. IUCN kategoriserar arten globalt som nära hotad.

## Underarter
Arten delas in i följande underarter:
- D. l. longan
- D. l. malesianus
- D. l. echinatus
- D. l. longetiolatus
- D. l. obtusus